# 反セクト法
反セクト法（はんセクトほう、フランス語: Loi About-Picard）は、2001年6月12日に制定されたフランスの法律。正式名称は「人権及び基本的自由の侵害をもたらすセクト的運動の防止及び取締りを強化するための2001年6月12日法律2001-504号」（じんけんおよびきほんてきじゆうのしんがいをもたらす セクトてきうんどうのぼうし および とりしまりをきょうかする にせんいちねん ろくがつじゅうににち ほうりつ にせんいち ごひゃくよん ごう、フランス語: Loi no 2001-504 du 12 juin 2001 tendant à renforcer la prévention et la répression des mouvements sectaires portant atteinte aux droits de l'homme et aux libertés fondamentales）である。法案提出者のニコラ・アブーとカトリーヌ・ピカールの名前をとって「アブー・ピカール法」とも呼ばれている。

## 概要
フランスで一般に「セクト」と呼ばれている団体は、宗教学の教団類型論で用いられているセクトの意味ではなく、一般的な意味でのカルトを意味している。本項目で使われる用語「セクト」も、一般的な意味での「カルト」のことである。
制定の経緯から、通常「反セクト法」と呼ばれてはいるが、実際にはセクトだけが処罰の対象になる法律ではない。当初はセクト団体の規制を念頭に法案作成が進められたが、宗教団体としてのセクトを規制するのではなく、それよりも広い範囲の団体も対象にして、逸脱行為（おおざっぱに言えば、セクトに密接に関係する人権侵害）を規制する法律として成立した。これは、ライシテの問題をクリアするためには、「セクト」を政府が定義することができないことに根本的な原因がある。そのため、セクトではなく「セクト的運動体」というあいまいな語句と定義が使われているだけでなく、規制対象もセクトには限定されない。
全6章24項から成っており、第1条には該当する法人解散のための要件と規定、第20条には無知脆弱状態不法利用罪が、その他、犯罪を犯した法人への刑事罰の強化、違法団体の広告の制限などが定められている。法案審議の時点では、「精神操作罪」(いわゆるマインドコントロール罪) の導入も視野に入っていたが、ヨーロッパ人権条約に違反しないかとの懸念や伝統宗教の指導者からの反発により見送られ、代わって「無知脆弱状態不法利用罪」に改められた。
2005年以前は、フランス政府の報告書にセクト団体を指定したリストが載せられていたが、それ以後、政府はセクト団体のリストを公表しなくなった。そのため、2005年以降、少なくとも表向きは、フランスでは政府が指定したセクト団体というものは存在しない。したがって、2005年以降、いかなる団体も (たとえ実際にはセクト団体だったとしても) フランスでセクト団体と指定されることはない。リストに載っていないから当該団体がセクト団体ではない、と抗弁することは誤った論理である。

## 前史－フランスにおけるセクト団体対策

### 第1期
フランスで、法律事件としてセクト問題が生じたのは1967年の民事裁判においてのことで、エホバの証人に入信した妻とカトリックの夫との間で生じた離婚請求裁判が最初だった。
フランスでより深刻な社会問題を引き起こしたのが、統一教会である。統一教会は1960年代末から布教を西ヨーロッパでも開始していた。1970年代、統一教会はイギリスを拠点にしてヨーロッパで勢力の拡大を狙っており、1970年代から厳しい集金システム、信者となった人が親族と意思疎通が不可能になることなどが報じられ、日本と同じような社会問題に発展し、フランスでもトラブルを引き起こした。
フランスでも、セクト対策は民間団体の方が先行した。統一教会の入信問題からフランスで結成された家族会の1つが「家族の価値と個人を守る会」(ADFI) である。
1974年秋、レンヌに住んでいた一家の18歳の息子が失踪、5日後にリヨンから電話がかかってきて、家族は初めて、自分たちの息子が統一教会の信者になったことを知った
この事件がきっかけとなって、家族はADFIを結成、結成当初は統一教会対策が主だったが、間もなく、神の子どもたち (後のファミリー・インターナショナル)、
クリシュナ意識国際協会、サイエントロジーなどもADFIの対象団体に加わった。ADFIは、各地に支部ができて次第に規模が大きくなり、1982年に「家族の価値と個人を守る会全国連合」(UNAFDI) へ改組された。
この時期にはADFIの他にも、自分の息子がマクロビオティックの食餌療法を行う禅の団体に関わって自殺してしまったことをきっかけにして、作家のロジェ・イコールによる「反マインドコントロールセンター」(CCMM、1981年創設) などのセクト対策団体が作られた。
一方、フランス政府がセクト対策を本格化させたのは他のヨーロッパ諸国と同様、1978年にガイアナのジョーンズタウンで人民寺院が引き起こした、アメリカ下院議員の射殺・集団自殺事件がきっかけだった。
ただ、フランスでの対策は他の欧米諸国に比べると遅かった。イギリスでは既に1971年にサイエントロジー対策としてフォスター報告書が、アメリカでは脱税事件をきっかけに、統一教会に警鐘をならしたフレイザー報告書が1978年に出されている。フランスで報告書『フランスにおけるセクト――道徳における自由のあらわれかマインドコントロールか』(フランス語: Les sectes en France : Expressions de la liberté morale ou facteurs de manipulations?) が提出されたのは1983年のことで、アラン・ヴィヴィアンがとりまとめたものである(公式に刊行されたのは1985年になってから)。
一方、ECでは、1984年4月と6月にEC議会が統一教会に対する対策を求めるに当たっての調査の中で同様の問題のある宗教団体があることが認識されるようになった。同年5月、EC議会がセクト問題について初めての決議、「宗教団体の保障の下で活動している新しい組織によるさまざまな法の侵害に対する欧州共同体加盟諸国による共同の対応に関する決議」を賛成多数で採択した。
なお、ライシテの問題が絡むため、政府や法律はセクトの定義ができないという制約を受けるので、このヴィヴィアン報告書でもセクトの定義は書かれていない。
ヴィヴィアン報告書では、フランスにはセクト団体が116あると書かれている。内訳は東洋系団体48、習合的・秘教的団体45、人種主義・ファシスト団体・その他23。セクト団体は数が多く多様であり、すべての団体を調査することはできないとの理由で、報告書では9つの団体に対する簡単なサンプル調査にとどまった。
そのうち筆頭にあげられたのが統一教会である。他には、愛の家族 (ファミリー・インターナショナルの当時の名称)、サイエントロジー、クリシュナ意識国際協会、日蓮正宗 (実際には創価学会を指しているが、当時創価学会は日蓮正宗から破門される〈1991年11月〉前で正宗の一部だったため、正宗がセクト団体と名指しされることになった) があがっている。
ヴィヴィアン報告書は、セクト団体が社会的に脆弱な人々につけこんでいることを非難、その対策を訴えたが、既存宗教からは、国家による宗教への干渉だとの声が強く、この時には政府によるセクト対策はできなかった。フランス政府が本格的な対策に乗り出すまでには更に10年の時間が必要だった。

### 第2期
1990年代に入ると、アメリカのブランチ・ダビディアンが起こしたFBIとの激しい銃撃戦と集団自殺、スイス・フランス・カナダで起こした太陽寺院の集団自殺事件、日本のオウム真理教が起こした地下鉄サリン事件など世界的に、カルトが深刻な事件を引き起こす事態が続き、フランス政府は本格的に対策に乗り出した。
1995年7月に国民議会調査委員会 (アラン・ジェスト委員長) が設置され、5か月の調査、計20回の公聴会が開かれた後、同年12月22日に報告書『フランスのセクト』(報告者はジャック・ギュイヤール) が国民議会に提出された。
やはりライシテの制約から、ギュイヤール報告書もまたセクトの客観的・法律的な定義は不可能だと認めている。その制約のうえで、報告書はセクト現象を識別するための10の基準を定めた。
1. 精神的不安定化
2. 法外な金銭要求
3. 元の生活からの意図的な引き離し
4. 身体の完全性への加害
5. 児童の加入強要
6. 何らかの反社会的な言質
7. 公序への侵害
8. 多大な司法的闘争
9. 通常の経済流通経路からの逸脱
10. 公権力への浸透の企て

また、173の団体をセクト団体と認め、具体的な名前を挙げた。リストには、日本関連では幸福の科学、フランス神慈秀明会、霊友会、崇教真光、創価学会インターナショナルなどがあげられている。統一協会もセクト団体と認定されている。
ただし、ギュイヤール報告書であげられた173のセクト団体は、その後のフランス政府の態度変更により、過去に出された報告書に載っていた歴史的データ以上の意味はなくなっている。少なくとも、表向きにはセクト団体のリストは存在しない。
ギュイヤール報告書にあげられたセクト団体のリストは繰り返しマスコミで報道された。報告書が被害者の証言・反セクト団体の分析に依存しており、セクトと名指しされた団体の反論や新宗教・セクトの研究者による知見が反映されていない点、治安維持が主目的である点が問題視された。ところが、ギュイヤール報告書が公表された翌日、リストに載っていなかった太陽寺院がフランスのヴェルコールで集団自殺事件を起こし、これがきっかけでフランス国内ではセクト対策が進んだ。ギュイヤール報告書は、ヨーロッパ諸国のカルト対策のきっかけになった点でも重要である。ただ、その対応の仕方は各国で温度差がある。イギリスやドイツは慎重な対応だったのに対し、フランスやベルギーは積極的な対策をとった。
1996年5月には、各省合同セクト監視機構 (または、各省合同セクト監視機関、フランス語: Observatoire interministériel sur les sectes) が、1998年10月には、各省合同セクト闘争本部 (または、各省合同セクト闘争機関、フランス語: Mission interministérielle de lutte contres les sectes〈MILS〉) が設置された。
その後、2002年になってMILSは廃止され、代わって各省合同セクト的逸脱警戒闘争対策本部 (MIVILUDES〈ミヴィリューズ〉) が設置されている。
MILSは当初、セクト団体に対する対応を比較的穏健に済ませていたが、次第に強硬な手段も検討し始めるようになった。その一方で、政府によるセクト対策の実効性を担保するため、宗教的な要素をセクト団体の定義から分離し、人権侵害や社会に対して有害な行為を働く団体として定義しようと試みた。この流れは、2001年の反セクト法やMIVILUDESに受け継がれている。
MILSとMIVILUDESではその性格が大きく異なっている。これは、フランス政府がセクト対策の方向性を変えたことに起因している。また、MIVLILUDES自体も主たる対象が、当初のセクトからイスラム団体へ関心が移っており、セクト対策は後景に退いている。
フランス政府がセクト対策の方向性を変えた原因はやはりライシテにある。セクト団体を宗教団体の観点から規制しようとすると必ずライシテの問題と衝突するので、政府は適切な対応をとれない。また、セクト団体のリスト化は不完全なものにならざるを得ず、実際はセクトでありながら、リストに載らないことが起こるのも問題だった。実際、集団自殺事件を起こした太陽寺院がその例だった。論理的には、リストに載っていないことが即、当該団体がセクトではないことを意味しないのだが、リストに載っていないからセクトではない、と勘違いしやすいのは事実である。
反セクト法成立後の2005年5月、ラファランによる首相通達以降、フランス政府はセクト団体に対処する手法を変更し、セクト団体の認否を一切しない方向に舵を切った。したがって、2005年以降、いかなる団体も (たとえ実際にはセクト団体だったとしても) フランスでセクト団体と指定されることはない。

## 基準・取締対象
繰り返しになるが、ギュイヤール報告書では以下のように、「セクト現象」を識別するための10の基準を定めている。
1. 精神的不安定化
2. 法外な金銭要求
3. 元の生活からの意図的な引き離し
4. 身体の完全性への加害
5. 児童の加入強要
6. 何らかの反社会的な言質
7. 公序への侵害
8. 多大な司法的闘争
9. 通常の経済流通経路からの逸脱
10. 公権力への浸透の企て

微妙な表現だが、「セクト団体」ではなく「セクト現象」を識別するための指標だという点は注意しなければならない。ギュイヤール報告書は、フランス政府がセクトを定義することは不可能だと認めているのである。
フランスにおいてもセクトとはいえ宗教への弾圧･干渉になりかねない法律の制定には異論があり、議論の末に、教義等ではなく、あくまでもその団体の行為をとらえて規制することになったとされる。
2000年2月7日にはMILSが最初の報告書をまとめ、「人権及び基本的自由を侵害するセクト団体に対しての予防と規制を強化しなくてはならない」との結論を出した。そして、上下両院での約2年に渡る審議を経て、このいわゆる「反セクト法」を成立させた。
なお、ギュイヤール報告書が定めた10の基準はあくまでも報告書レベルを越えることはなく、反セクト法の中にそのような基準は規定されていない。

## 内容
法人自身、またはその規定上の指導者もしくは事実上の指導者がこの法律の為に拡張されたいくつかの刑法に記載されている違反のいずれかを犯したとして刑事責任を追及され、終局的に有罪判決を下された場合は、法的形態または目的が何であれ、その活動に参加している者の心理的・身体的依存状態を創り出し、維持し、または利用することを目的とした活動を続けるすべての法人に対し、本条項にて定める方式に従い、反社会性や悪質性を勘案し、資金募集禁止、事務所閉鎖。最も重い処分は団体解散である。
宗教団体などが信者を利用しての犯罪行為を止めずそれが悪質な場合などに適用される。解散訴訟は、職権で行動する検察の請求または全関係者の請願に基づき、大審裁判所（日本で言うところの最高裁判所）に提訴され、15日間の控訴期間が与えられ大審裁判所にて解散の是非を争われる。法人への罰則には次のものがある。
- 法人の解散
- 一定期間の活動の禁止
- 司法監視
- 事業所の閉鎖
- 契約からの排除
- 資金募集の禁止
- 小切手の振出し禁止及びキャッシュカードの使用禁止
- 犯罪に関連した物又は犯罪から生じた物の没収
- 判決の掲示又は告知

また強制解散後は5年間の司法監視が行われる。2001年に反セクト法が制定されるまで、フランスにおいては実質セクトを規制する法律はなかった。

## 批判
フランス政府によりセクトに分類される対象の多くは米国が後援するものであるため（エホバの証人、サイエントロジスト、統一教会など）、アメリカ合衆国政府はこの法律に対して批判的で、当時の米国大統領のビル・クリントンもフランスに対して「宗教的寛容」を呼びかけた。信教の自由に関する無任所大使のジョン・ハンフォードは2002年の公聴会で、この法律を宗教実践者に対して適用しようとした試みは失敗に終わったと指摘した上、法の支配と人権に対するコミットメントを欠いているフランス以外の国が、この法律を模倣し他宗教への迫害を行うことを危惧していた。
一方、アメリカ側からの批判に対し、アラン・ヴィヴィアンMILS長官は『La Vie』(カトリック系の週刊誌) 2000年5月11日号で反論を述べている。その中で同長官は、セクト対策ヨーロッパ会議 (1999年4月23、24日にパリで開催) で、非合法活動を行うセクトに対する勧告を目的とした共同宣言が出されていること、この共同宣言がヨーロッパ域内の41地方議会 (うち、15議会がEU内) で採択されていることをあげ、クリントンによる非難がお門違いであることを指摘した。ヴィヴィアン長官がクリントンの干渉に相当腹を立てていることは明瞭であり、「思うに、クリントンはバプティストであることを公言してはばからないから、サイエントロジー教会の発言を支持したり、アメリカでは事件で有罪判決を受けているような、統一教会の記念日に、祈りを捧げているのではないか」とまで発言している。

## 創価学会
フランスでは、創価学会はセクトとして取り扱われていないが、これはリストから除外されたのが理由ではなく、既に述べたように、2005年以降フランス政府は、セクト団体の認否を一切しなくなったためである。2013年、前ミビリュード会長のジョルジュ・フェネック（在任期間は2008年から2012年まで）は、『ル・モンド』の月刊誌『Le Monde DES RELIGIONS』の取材に対し、「ここ5年以上にわたり、創価学会に関して、我々はセクト逸脱行為の通報を一切受けていない。運動体は礼拝、文化、商業活動を区別し、フランスにおいてはまったく問題を提起しない」と語っている。なお、2020年、MIVILUDESに創価学会について10件の通報があった。
デイリー新潮は「2022年時点で創価学会を市民レベルでは、かなり多くの者が学会をセクトと見なしているが、日本で連立与党の一翼を担っているということを利用したロビー活動によって、フランス政治家にも食い込んでいる」と報じている。

### 注
1. ↑  なお、宗教学の教団類型論で使われている用語「カルト」とは、神秘体験を求める個人主義的な傾向が強く、組織構造を欠いた小規模で短命、逸脱的な集団を指している[3]
2. ↑  なお、統一教会も反セクト法で規制対象にされたことで活動が行えなくなり「過去の遺物」と化したと報道されている[10]。
3. ↑  コリアゲートを調査したフレイザー委員会が出した最終報告書のこと。
4. ↑  ヴィヴィアン報告書の原文は、例えばフランス政府のサイトから入手可能。
5. ↑  ギュイヤール報告書の原文は、国民議会のサイトを参照のこと。
6. ↑  朝日、産経、読売、毎日新聞等でフランスのセクト対策について紹介されたのであるが、これらの記事中に、「フランスに置いても反セクト法とよべる法律が存在しない」旨の記述がある。これにより2001年まで反セクト法と呼ばれる法律が存在しなかったことがわかる。過去の新聞記事についてはG-Searchで閲覧可能である。